# Marcello Prando
Marcello Prando (Roma, 22 novembre 1931 – Roma, 6 luglio 2005) è stato un attore, doppiatore e direttore del doppiaggio italiano.

## Biografia
Per 11 anni fece parte della Compagnia Stabile del Teatro di Roma diretta dal suocero Checco Durante, che rappresentava soprattutto commedie di ambiente romanesco, spesso filmate in video dalla Rai. Tra i suoi doppiaggi figurano quello di Lurch ne La famiglia Addams e Koichi Zenigata ne Le nuove avventure di Lupin III, serie di cui ha diretto il doppiaggio e il generale Crocerus nel film d'animazione Asterix e la pozione magica.
Suo figlio Francesco è diventato anch'egli attore e doppiatore.

## Filmografia

### Cinema
- Il porto della speranza, regia di Enzo Liberti (1954)
- Il seduttore, regia di Franco Rossi (1954)
- Processo all'amore, regia di Enzo Liberti (1955)
- Solo Dio mi fermerà, regia di Renato Polselli (1957)
- La vendetta di Ursus, regia di Luigi Capuano (1961)
- La vendetta dei gladiatori, regia di Luigi Capuano (1964)
- Vedo nudo, regia di Dino Risi (1969)
- I sette magnifici cornuti, regia di Luigi Russo (1974)
- Oltre la notte, regia di Rosario Montesanti (1993)

### Prosa televisiva Rai
- Don Desiderio disperato per eccesso, regia di Checco Durante, trasmessa il 7 luglio 1956.
- Rivoluzione a Bengodi di Emilio Caglieri, regia di Enzo Liberti, trasmessa il 5 agosto 1957.
- Piglia su e porta a casa..., commedia di Rina Breda Paltrinieri, regia di Gian Vittorio Baldi, trasmessa il 18 luglio 1960.

## Prosa radiofonica Rai
- Il pantografo, radiodramma scritto e diretto da Luigi Squarzina, trasmesso il 30 gennaio 1960.

## Doppiaggio

### Film
- Renato Salvatori ne I soliti ignoti e L'audace colpo dei soliti ignoti
- Fantino e 2° barista in Pari e dispari
- Franco Fabrizi in Racconti romani
- Paul Sorvino in Questione d'onore
- Bill Moores in Riff-Raff - Meglio perderli che trovarli

### Film d'animazione
- Faviletto in Maria, Mirabella
- Beastman ne Il segreto della spada
- Generale Crocerus in Asterix e la pozione magica

### Serie televisive
- Ted Cassidy ne La famiglia Addams
- Rodolfo Acosta in Ai confini dell'Arizona

### Soap opera e Telenovelas
- Carlos Márquez in Leonela e Cuori nella tempesta
- Ariel Keller in Fra l'amore e il potere

### Serie animate
- Fratelli Bully e Artiglio Incappucciato (Sylvester Sneekly) ne Le avventure di Penelope Pitstop
- Padre di Mysha e Drago in Mysha
- Zio Tartaruga e Zio Orso ne Lo scoiattolo Banner
- Padre di Ataru (3ª voce: epp.79-109) e padre di Ryunosuke (2ª voce; epp.91-105) in Lamù, la ragazza dello spazio[1]
- Beastman e Mer-Man in He-Man e i dominatori dell'universo (1ª stagione)
- Space Ghost ne Gli Erculoidi
- Computer di Terra Azzurra in Tekkaman
- Ispettore Zenigata ne Le nuove avventure di Lupin III
- Padre di Sally in Sally la maga (1ª serie)
- Dan Shinuzuke in Dotakon
- Ispettore Osuke in Super Robot 28